# 岡山県道・兵庫県道124号宮原力万線
岡山県道・兵庫県道124号宮原力万線（おかやまけんどう・ひょうごけんどう124ごう みやばらりきまんせん）は、岡山県美作市から兵庫県佐用郡佐用町に至る一般県道である。

## 概要
岡山県美作市宮原から兵庫県佐用郡佐用町力万に至る。

### 路線データ
- 起点：岡山県美作市宮原（岡山県道・兵庫県道161号市場佐用線交点）
- 終点：兵庫県佐用郡佐用町力万（金屋橋交差点、国道179号交点）
- 総延長：8.7 km

## 歴史
- 2006年（平成18年）
  - 3月31日 - 岡山県告示第199号により岡山県側の路線認定
  - 4月1日 - 兵庫県告示第418号の2により兵庫県側の路線認定。

前身は岡山県道・兵庫県道124号宮原上月線。佐用郡の全4町（上月町・佐用町・南光町・三日月町）の対等合併の結果上月町が消滅したことに伴い路線名称変更が行われた。

## 路線状況

### 重複区間
- 岡山県道・兵庫県道365号上福原佐用線（兵庫県佐用郡佐用町福吉）

## 地理

### 通過する自治体
- 岡山県
  - 美作市
- 兵庫県
  - 佐用郡佐用町

### 交差する道路
| 交差する道路                                     | 都道府県名 | 市町村名 | 市町村名 | 交差する場所 | 交差する場所        |
| ------------------------------------------------ | ---------- | -------- | -------- | ------------ | ------------------- |
| 岡山県道・兵庫県道161号市場佐用線                | 岡山県     | 美作市   | 美作市   | 宮原         | 起点                |
| 兵庫県道524号才金宗行線                          | 兵庫県     | 佐用郡   | 佐用町   | 才金         |                     |
| 岡山県道・兵庫県道365号上福原佐用線 重複区間起点 | 兵庫県     | 佐用郡   | 佐用町   | 福吉         |                     |
| 岡山県道・兵庫県道365号上福原佐用線 重複区間終点 | 兵庫県     | 佐用郡   | 佐用町   | 福吉         |                     |
| 国道179号                                        | 兵庫県     | 佐用郡   | 佐用町   | 力万         | 金屋橋交差点 / 終点 |

### 沿線
- ダイヤモンドカントリークラブ
- E2A 中国自動車道 上月PA
- 佐用町立上月小学校
- 佐用町立上月中学校